# Khan Shatyr

Das Khan Shatyr 2011

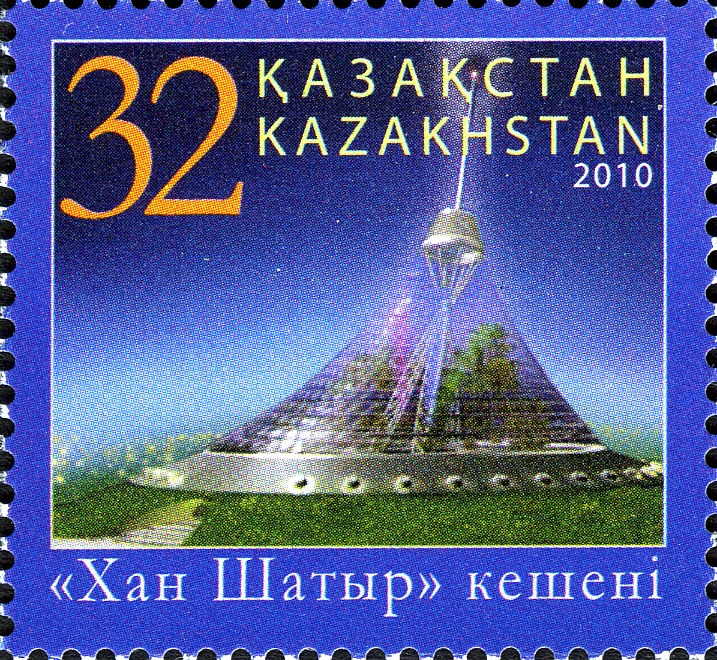
Briefmarke von 2010 mit Khan Shatyr als Motiv. Deutlich zu erkennen ist die Neigung des zentralen Stützmastes.

Khan Shatyr (russisch Хан шатыр; wörtlich übersetzt Königliches Zelt) ist ein riesiges transparentes Zelt in der kasachischen Hauptstadt Astana. Eröffnet wurde das Bauwerk am 6. Juli 2010. Die Baukosten betrugen rund 260 Millionen US-Dollar. Nach der Pyramide des Friedens und der Eintracht ist dies das zweite Projekt des britischen Architekten Norman Foster (Foster + Partners) in Astana.

## Geschichte
Das architektonische Projekt wurde von Nursultan Nasarbajew, dem Präsidenten Kasachstans, am 7. Dezember 2006 offiziell vorgestellt. Im Dezember 2008 wurde die schwierigste Bauphase des Zeltes abgeschlossen. Innerhalb von zwei Wochen wurde der 150 Meter hohe dreibeinige Mast aufgestellt.
Die Eröffnungsfeier fand am 6. Juli 2010 statt, am 70. Geburtstag des kasachischen Präsidenten. Zu der Eröffnung waren viele Staatsoberhäupter der Staaten der Gemeinschaft Unabhängiger Staaten geladen. Der italienische Tenor Andrea Bocelli gab ein Konzert während der Feierlichkeiten. Die Organisation der Eröffnungsfeier kostete mehr als zehn Millionen US-Dollar.
Zur Eröffnung des Khan Shatyr waren eingeladen Dmitri Medwedew, der damalige Präsident Russlands, Wiktor Janukowytsch, der Präsident der Ukraine, Abdullah Gül, der Präsident der Türkei, Aljaksandr Lukaschenka, der Präsident von Belarus, Sersch Sargsjan, der Präsident Armeniens, Emomalij Rahmon, der Präsident Tadschikistans, Rosa Otunbajewa, die Präsidentin Kirgisistans, Muhammad bin Zayid Al Nahyan, der Kronprinz von Abu Dhabi und Abdullah II., König von Jordanien.

## Beschreibung
Die Bauzeit des Gebäudes betrug vier Jahre. Die Baukosten betrugen offiziell 290 Millionen US-Dollar. Finanziert wurde das Projekt durch einen türkischen und russischen Investor. Das 150 Meter hohe Bauwerk ist aus sonnendurchlässigem Kunststoff (ETFE) der Vector Foiltec angefertigt und ist seit der Fertigstellung das größte Zelt der Welt. Auf dem Gelände, das eine Fläche von rund 100.000 m² hat und größer als zehn Fußballfelder ist, entstand auf sechs Etagen ein Shopping Entertainment Center mit circa 180 Geschäften, Kino, Foodcourt, Spa- und Wellnesscenter, Entertainmentcenter (Kosmodrom) und ein rund 6.000 m² großer Aquapark mit zwei Schwimmbecken und Wellenbad.
Der Einzelhandel verteilt sich auf das Untergeschoss, Erdgeschoss und das erste Obergeschoss. Im Untergeschoss befinden sich auf einer Fläche von 4.000 m² ein Supermarkt sowie ein Elektronikmarkt und diverse Dienstleister. Im Erd- und 1. Obergeschoss finden sich vorzugsweise Textilanbieter wie die Inditexgruppe (Zara, Bershka, Stradivarius, Massimo Duti, Pull&Bear), GAP, Mexx usw. Im Sportbereich sind Unternehmen wie Adidas, Reebok und Nike vertreten. Debenhams und New Yorker eröffneten ihre ersten Filialen Kasachstans im Khan Shatyr. Im ersten Obergeschoss befindet sich auch das Kino mit sechs Vorführsälen. Ebenfalls im ersten Stockwerk zu finden sind die meisten lokalen kasachischen Einzelhändler. Im zweiten Obergeschoss gibt es den Foodcourt sowie diverse Restaurants und Cafés. Auf derselben Etage befindet sich auch das Kosmodrom mit Videospielen und Autoscooter. Auf der dritten Etage befindet sich auf einer Hälfte ein Wellness-Spa-Center, auf der anderen Hälfte eine Wildwasserbahn mit Grünbepflanzung und einem Café.
Auf der obersten Etage liegt der Aquapark, der über eine direkte Verbindung zum Spa-Center verfügt. Im Aquapark gibt es ein Wellenbad, ein Schwimmbad, eine Riesenrutsche und ein Café. Ergänzt wird der Park durch einen beheizbaren Sandstrand. Der Aquapark ist separat überdacht, sodass der Bereich dort auf bis zu 30 Grad erwärmt werden kann.
Als große Entertainmentattraktion befindet sich im Zentrum des Centers ein 38 Meter hoher Drop Tower. Neben der Wildwasserbahn in der dritten Etage befindet sich die Einsteigestation für die Monorail-Bahn, auf der man eine Rundreise durch das ganze Center machen kann. Sie ist rund 400 Meter lang.
An Parkplatzmöglichkeiten stehen rund 400 Parkplätze in einer Tiefgarage und nochmals 1.500 Parkplätze im Außenbereich zur Verfügung.
Khan Shatyr befindet sich derzeit am Stadtrand im neuen Teil von Astana. Geplant ist eine Erweiterung der Stadt über Khan Shatyr hinaus, sodass das Zelt zum späteren Stadtzentrum von Astana gehören wird. Khan Shatyr liegt auf einer Linie mit dem Bajterek-Turm, dem Präsidentenpalast und der Pyramide des Friedens und der Eintracht.